# زمین‌لرزه ۱۳۹۲ لغمان
زمین‌لرزه لغمان (۲۰۱۳) در ۲۴ آوریل ۲۰۱۳، به بزرگی ۵٫۷ ریشتر در ولایت لغمان افغانستان روی داد که ۳۴۵ منزل را تخریب کرد و ۱۸ کشته و ۱۳۰ مجروح بجای گذاشت.
مرکز این زلزله در ١١ کیلومتری شهر «مهترلام» مرکز ولایت لغمان افغانستان بوده که به این ولایت آسیب چندانی وارد نکرده و بیشترین آسیب و تلفات در ولایت ننگرهار بوده و یک تن در «لعل‌پور» و برخی از زنان و کودکان در مناطق «خیوه»، «کامه»، «دره نور» و «گوشته» کشته شده و در مناطق مختلف شهر جلال‌آباد نیز شش تن جان باخته‌اند. ولایت کنر نیز از آسیب و تلفات بدور نمانده است.